# Џабала ибн ел Аихам
Џабала ибн ел Аихам (арап. جبلة ابن الأيهم‎‎) је био последњи владар гасанидске државе у Сирији и Јордану у 7. веку н. е. Командовао је хришћанском арапском војском у Бици код Јармука 636. године. Након муслиманског освајања Леванта прешао је у ислам око 638. године. Међутим, свака конверзија је била краткотрајна. Две године након пораза код Јармука и његовог очигледног преласка у ислам, казнио га је калиф и наредио му да плати казну. Не желећи да то учини, пребегао је са чак 30.000 пратилаца Византијском царству. Живео је у Анадолији до смрти у 645. године.

## Џабалах ибн ел Аихамово искушење са исламом
Постоје различита мишљења због чега се Џабала и његови следбеници нису прешли у ислам. Сва мишљења проистичу из генералне идеје да Гасаниди још нису били заинтересовани да се одрекну свог статуса као господара и племства Сирије испод познате приче па да се зато Џабала заједно са својим људима враћа на земљиште византијаца.
Џабала ибн ел Аихам је био на страни Ансара (Азди Муслимани из Медине) рекавши: "Ви сте наша браћа и синови наших очева" и заклео се на ислам. Након доласка Омар ибн ел Хатаба у Сирију, у 17 години (638. године), Џабала је водио ходочашће у Меку. Током његовог тавафа око Ћабе сиромашни човек је грешком закорачио  на његову хаљину, због чега је је Џабала скоро пао. То је толико узнемирило Џабалу да је каменом погодио човека у очи, након чега је човек отишао до калифа Омар бин Хатаба, који је тада затражио да се Џабала позове на суђење. Након изношења свих чињеница случаја, "Омар је наредио сиромашном човеку да удари у око Џабалу на исти начин на који је и сам човек погођен, али се Џабала супротставила изјавивши ово" Да ли је његово око као моје? " на основу кога је калиф Омар одговорио да је "ислам учинио обоје равноправним". Џабала је тражио да калиф изрекне пресуду следећег јутра, а током ноћи је побегао у своје село. Онда се одметнуо побегавши у земљу Грка (византијанци). Овај Џабала је био краљ Гасанида и наследник Ел Харита ибн аби Шимра.